# Col Willamette
Pour les articles homonymes, voir Willamette (homonymie).
Ne doit pas être confondu avec Willamette Pass.
Le col Willamette, en anglais Willamette Pass, est un col des États-Unis, dans l'Oregon, dans la chaîne des Cascades. Situé à une altitude de 1 563 mètres, il est traversé par l'Oregon Route 58.
La station de ski de Willamette Pass se trouve au niveau du col et le lac Odell juste en contrebas.